# Macskaváros krónikája
A Macskaváros krónikája (egyszerűsített kínai írásmóddal: 猫城记; hagyományos kínai írásmóddal: 貓城記; pinjin: Māochéngjì) Lao Sö 1933-ban megjelent sci-fi könyve. A könyvet lefordították magyar, olasz, orosz, német, francia és angol nyelvekre. A Macskaváros krónikája az egyik legelső tudományos-fantasztikus kínai regény.
Magyarországon 1981-ben jelent meg az Európa Könyvkiadó gondozásában. A magyarországi kiadású könyvet Maczó Zsuzsanna illusztrálta, magyar nyelvre fordította Galla Endre.

## Magyarul
- Macskaváros krónikája. Regény; ford., utószó Galla Endre; Európa, Bp., 1981 ISBN 9630723182

## Fordítás
- Ez a szócikk részben vagy egészben  a   Cat Country (novel) című angol Wikipédia-szócikk ezen változatának fordításán alapul.  Az eredeti cikk szerkesztőit annak laptörténete sorolja fel. Ez a jelzés csupán a megfogalmazás eredetét és a szerzői jogokat jelzi, nem szolgál a cikkben szereplő információk forrásmegjelöléseként.